# Seiling (motorfiets)
Alberico Seiling was een bekende Italiaanse constructeur van motorfietsen die vlak voor de Tweede Wereldoorlog onder zijn eigen naam produceerde.
Seiling: A. Scoppio S.A, Milano (1938-1939). 
Nadat Ing. Alberico Seiling bij MAS in Milaan weg ging bouwde hij onder eigen naam 297- en 347 cc eencilinders met zijklepmotoren en achtervering. Al snel daarna begon hij, gefinanceerd door motorfabrikant Türkheimer het merk Altea. Seiling zou in de jaren vijftig ook voor GS in Milaan gaan werken en hij ontwikkelde een 125 cc-motor voor het Braziliaanse merk Bugre.